# 베스테르비크시

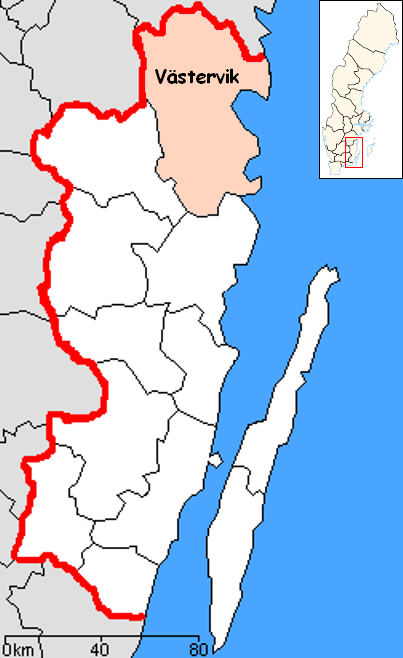
베스테르비크 시의 위치

베스테르비크시(스웨덴어: Västerviks kommun)는 스웨덴 칼마르주에 위치한 지방 자치체로 행정 중심지는 베스테르비크이며 면적은 3,596.85km2, 인구는 36,438명(2016년 12월 31일 기준), 인구 밀도는 10명/km2이다.

시 문장